# 1067 هـ
1067 هـ هي سنة في التقويم الهجري امتدت مقابلةً في التقويم الميلادي بين سنتي 1656 و1657.

## مواليد
- أحمد بن محمد المنقور

## وفيات
- الحاج خليفة